# Natalie Hagglund
Natalie Marie Hagglund (ur. 1 lipca 1992 w Encinitas) – amerykańska siatkarka, grająca na pozycji libero. Od sezonu 2014/2015 występowała w szwajcarskiej drużynie Voléro Zurych.

## Sukcesy klubowe
Superpuchar Szwajcarii:
- 2014, 2015

Puchar Szwajcarii:
- 2015, 2016

Mistrzostwo Szwajcarii:
- 2015[1], 2016

Klubowe Mistrzostwa Świata:
- 2015

## Sukcesy reprezentacyjne
Volley Masters Montreux:
- 2014

Puchar Panamerykański:
- 2015[2]
- 2014[3]

Igrzyska Panamerykańskie:
- 2015

Puchar Świata:
- 2015

Mistrzostwa Ameryki Północnej, Środkowej i Karaibów:
- 2015

Grand Prix:
- 2016

## Nagrody indywidualne
- 2011: Najlepsza libero Mistrzostw Świata Juniorek